# ماركو غوميز رودريغوس
ماركو غوميز رودريغوس (22 يونيو 1989 في البرتغال - ) هو لاعب كرة قدم برتغالي في مركز الوسط. لعب مع PSFC Chernomorets Burgas ‏ وC.S. Marítimo B ‏ ونادي كامتشا ‏.

## وصلات خارجية
- ماركو غوميز رودريغوس على موقع قاعدة بيانات كرة القدم.إي يو (الإنجليزية)
- ماركو غوميز رودريغوس على موقع Soccerway.com (الإنجليزية)